# 垣内麻里亜
垣内 麻里亜（かきうち まりあ、1995年1月7日 - ）は、静岡第一テレビ（SDT）の社員。元アナウンサー。

## 来歴・人物
宮崎県都城市出身。
宮崎県立都城泉ヶ丘高等学校在学中の2011年にミスマガジン2011の候補者15名に選出される。一方2012年にはNHK杯全国高校放送コンテスト宮崎県予選のアナウンス部門で1位になった。
早稲田大学在学時にテレビ朝日アスクに通いアナウンサーを目指す。併せて『News Access』や『AbemaNews』に学生キャスターとして出演。
2017年、SDTに入社。同期のアナウンサーは臼井佑奈・鳥越佳那でいずれも1月生まれである。 臼井とは2020年にアナウンサー就活経験を伝える動画を企画した。
2024年4月、自身のブログにて結婚したことを発表。

## 担当番組
- まるごと - リポーター（いまだけ）など（2022年11月 - ）
- まるごとPLUS - MC（2024年4月 - ）
- サウナ女子が教える サ活のサ[9]（2023年4月 - ）
- FRONT ZERO

### 過去の担当番組
- マルシェア[10]（2017年4月 - 2018年3月）
- バックキングカム宮殿（2017年4月 - 12月）
- news every.しずおか[11] - キャスター、企画により記者・ディレクターを兼務（2018年4月 - 2022年9月）
- Dstyle（2023年10月 - 2024年3月）